# Joseph Bologna
Joseph Bologna (New York, Brooklyn, 1934. december 30. – Duarte, Kalifornia, 2017. augusztus 13.) amerikai színész, forgatókönyvíró.

## Filmjei

### Mozifilmek
- Made for Each Other (1971)
- Rendőrvicc (Cops and Robbers) (1973)
- Vegyes társaság (Mixed Company) (1974)
- A nagy busz (The Big Bus) (1976)
- Második fejezet (Chapter Two) (1979)
- Legkedvesebb évem (My Favorite Year) (1982)
- Riói románc (Blame It on Rio) (1984)
- A piros ruhás nő (The Woman in Red) (1984)
- Transylvania 6-5000 (1985)
- It Had to Be You (1989)
- Régi idők kocsija (Coupe de Ville) (1990)
- Alligator II: The Mutation (1991)
- Imádlak, Mr. Manhattan (Jersey Girl) (1992)
- Deadly Rivals (1993)
- Night of the Archer (1994)
- Szerelem és semmi más (Love Is All There Is) (1996)
- Ringer (1996)
- Mennyország és pokol között (Heaven Before I Die) (1997)
- Apafej (Big Daddy) (1999)
- Blink of an Eye (1999)
- Squint (2001, rövidfilm)
- A halál tompa hangja (Dying on the Edge) (2001)
- Returning Mickey Stern (2002)
- Pledge of Allegiance (2003)
- Szerelmes nyugdíjasok (The Boynton Beach Bereavement Club) (2005)
- Jégkorszak 2. – Az olvadás (Ice Age: The Meltdown) (2006, hang)
- Dancin' on the Edge (2007, rövidfilm)
- Driving Me Crazy (2012)

### Tv-filmek
- Honor Thy Father (1973)
- Acts of Love and Other Comedies (1973)
- Paradise (1974)
- What Now, Catherine Curtis? (1976)
- Woman of the Year (1976)
- Torn Between Two Lovers (1979)
- One Cooks, the Other Doesn't (1983)
- Bedrooms (1984)
- Copacabana (1985)
- A Time to Triumph (1986)
- Sins (1986)
- Not Quite Human (1987)
- Elsőrendű célpont (Prime Target) (1989)
- Thanksgiving Day (1990)
- An Inconvenient Woman (1991)
- Egy elhibázott élet (Citizen Cohn) (1992)
- The Danger of Love: The Carolyn Warmus Story (1992)
- A suttyók visszavágnak 4: Házasodj, suttyó! (Revenge of the Nerds IV: Nerds in Love) (1994)
- Gengszterápia (The Don's Analyst) (1997)
- Batman és Superman – A film (The Batman Superman Movie: World's Finest) (1997, hang)
- Astoria (1998)
- Fedőneve: Jane Doe – Míg a halál el nem választ (Jane Doe: Til Death Do Us Part) (2005)
- Apák és fiaik (Fathers and Sons) (2005)

### Tv-sorozatok
- Rags to Riches (1987–1988, 20 epizódban)
- Egy rém rendes család (Married with Children) (1991, két epizódban)
- Top of the Heap (1991, hét epizódban)
- Gyilkos sorok (Murder, She Wrote) (1992, egy epizódban)
- Daddy Dearest (1993, egy epizódban)
- L.A. Law (1994, egy epizódban)
- A dadus (The Nanny) (1994, 1999, két epizódban)
- Burke's Law (1995, egy epizódban)
- Caroline New Yorkban (Caroline in the City) (1996, egy epizódban)
- Temporarily Yours (1997, egy epizódban)
- Cosby (1997, egy epizódban)
- Superman (1997–1998, hang, 12 epizódban)
- Jenny (1998, egy epizódban)
- The Simple Life (1998, egy epizódban)
- A harc törvénye (Martial Law) (1999, egy epizódban)
- Chicken Soup for the Soul (2000, egy epizódban)
- Chris Isaak Show (2002, egy epizódban)
- Arli$$ (2002, egy epizódban)
- Everwood (2005, egy epizódban)
- Jim szerint a világ (According to Jim) (2006, egy epizódban)
- CSI: A helyszínelők (CSI: Crime Scene Investigation) (2010, egy epizódban)

## További információ
- Joseph Bologna a PORT.hu-n (magyarul)
- Joseph Bologna az Internetes Szinkronadatbázisban (magyarul)
- Joseph Bologna az Internet Movie Database-ben (angolul)
- Joseph Bologna a Rotten Tomatoeson (angolul)